# ديفيد ميخائيل كونر
ديفيد ميخائيل كونر (بالإنجليزية: David Michael Conner)‏ هو صحفي أمريكي، ولد في 6 مايو 1978 في فيرفاكس في الولايات المتحدة.